# Sonia O'Sullivan
Sonia O'Sullivan (Cobh, 28. studenog 1969.), bivša irska atletičarka, osvajačica srebrene olimpijske medalje te svjetska i europska prvakinja.

## Natjecanja

### Olimpijske igre
Sonia je nastupila na četiri Olimpijske igare, prvi puta 1992. godine u Barceloni gdje je u disciplini 3000 metara osvojila 4 mjesto, a na 1500 m nastupila je u polufinalu. U Atlanti 1996. nije imala većih uspjeha na 5000 metara je diskvalificirana. Na Olimpijskim igrama u Sydneju osvojila je svoju jedinu olimpijsku medalju srebro na 5000 metara dok je na 10000 metara bila šesta, na istim igrama nosila je irsku zastavu na otvaranju igara.

### Svjetska prvenstva
Na Svjetskim prvenstvima u atletici osvojila je jednu zlatnu medalju u Göteborgu 1995. i jednu srebrenu u Stuttgartu 1993. godine.

### Europska prvenstva
Na Europskim prvenstvima u atletici osvojila je tri zlata i dva srebra od čega su dva zlata iz Budimpešte 1998. godine.

## Privatni život
Sonia je majka dviju kćeri, Ciare rođene 10. srpnja 1999. i Sophie rođene 23. prosinca 2001. godine.

## Vanjske poveznice
- IAAF-ov profil